# Dunedin
Dunedin (Ōtepoti en maorí) es una ciudad de Nueva Zelanda situada en la bahía de Otago (Otago Harbour), un entrante del océano Pacífico que separa a la ciudad de la península de Otago. La ciudad se fundó en 1848, y después de 1861 creció rápidamente por el descubrimiento de oro.
Las industrias principales de Dunedin, antaño núcleo ferroviario, son la ingeniería, la ingeniería del software, la biotecnología y la moda. En los alrededores de la ciudad se cría ganado ovino y vacuno. Otago es también un notable centro del ecoturismo, gracias a la diversidad biológica de la península de Otago. Cuenta con el célebre estadio de rugby (Carisbrook), donde se disputan entre otros, algunos partidos del Rugby Championship, campeonato cuadrangular anual que disputan el equipo de los All Blacks, los Wallabies australianos, los Sprinboks sudafricanos y los Pumas argentinos.
En Dunedin está ubicada la Universidad de Otago, que tiene facultades de arte y música, derecho, medicina y teología, y de la Escuela Politécnica de Otago.
Su población actual es de 121.000 habitantes y es la segunda ciudad en importancia de la isla del sur, luego de Christchurch.

## Historia

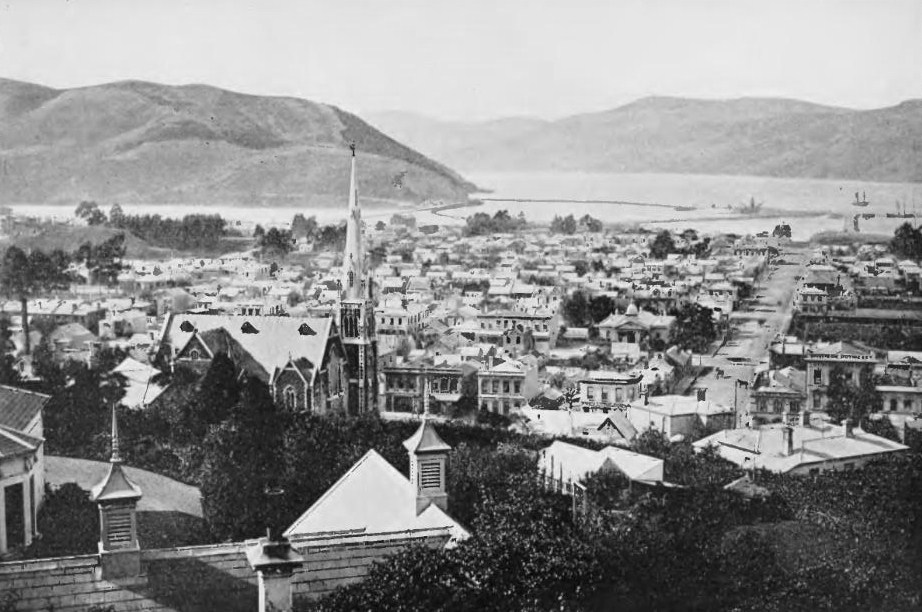
Dunedin en 1913.

La evidencia arqueológica muestra que el primer asentamiento humano en Nueva Zelanda ocurrió entre los años 1250 y 1300, con poblaciones concentradas a lo largo de la costa sureste. 
Un campamento en la playa de Kaikai's cerca de Otago Heads ha sido datado de alrededor de ese tiempo. Existen numerosos sitios arcaicos en lo que hoy es Dunedin, varios de ellos grandes y ocupados permanentemente, sobre todo en el siglo XIV.
La tradición maorí habla primero de un pueblo llamado Kahui Tipua viviendo en la zona. Posteriormente llegaron los Waitaha, seguido por los Kāti Mamoe a finales del siglo XVI y luego los Ngāi Tahu a mediados del siglo XVII. Estas olas migratorias han sido a menudo representadas como "invasiones" en las cuentas europeas, pero las investigaciones modernas lo han puesto en duda. Eran probablemente migraciones como las europeas que casualmente terminaron en derramamiento de sangre.

El teniente James Cook estuvo en lo que hoy es la costa de Dunedin entre el 25 de febrero de 1770 y el 5 de marzo de 1770, nombrando el cabo Saunders en la península de Otago y Saddle Hill. 
Informó de pingüinos y focas en la zona, lo que llevó a los cazadores de focas a visitar la zona a comienzos del siglo XIX. 
En los primeros años de caza hubo un enfrentamiento entre los cazadores y los locales maoríes, provocado por un incidente ocurrido en Otago Harbour. 
William Tucker se convirtió en el primer europeo en asentarse en la zona en 1815.
A finales de 1830 el puerto fue un puerto ballenero internacional. Johnny Jones estableció un asentamiento agrícola y una misión.
En 1844 el Deborah, capitaneado por Thomas Wing y transportando entre otros a su esposa Lucy y a un representante de la New Zealand Company, Frederick Tuckett, llegó al sur para determinar la ubicación de una iglesia. Después de inspeccionar varias áreas alrededor de la costa oriental de la isla Sur, Tuckett seleccionó el sitio que sería conocido como Dunedin. 
Rechazó el sitio que se convertiría en la ciudad de Christchurch, al sentir que el suelo alrededor del río Avon era pantanoso.

### Después de la Segunda Guerra Mundial
Después de la Segunda Guerra Mundial, la prosperidad y la población se fue de nuevo hacia adelante, a pesar de que la ciudad fue colgado años después ", la cuarta ciudad." Una generación que quería alejarse de la época victoria comenzó a rasgar los edificios de la época, y muchos se perdieron, entre ellos el de arquitecto William Mason edificio de la Bolsa en otoño de 1969. Aunque la universidad continuó creciendo, la pérdida de crecimiento de la población en la ciudad, y, finalmente, volver, sobre todo entre 1976 y 1981. Culturalmente, esta era sin embargo un momento muy importante en la ciudad, y artistas dotados como poeta James K. Baxter, pintor Ralph hoter, autor Janet Frame y Hone Tuwhare māoripoeten llegó a la ciudad.

### Era Moderna
En 1900, Dunedin ya no era la ciudad más grande del país. La influencia y la actividad se trasladó al norte a los otros centros ("la deriva hacia el norte"), una tendencia que continuó durante gran parte del siglo siguiente. A pesar de ello, la Universidad siguió creciendo, y un cuarto estudiante se estableció. Al mismo tiempo, la gente empezó a darse cuenta de Dunedin maduración, el envejecimiento de sus antiguos edificios magníficos, con escritores como EH McCormick señalando su encanto atmosférica. [31] En la década de 1930 y principios de 1940 una nueva generación de artistas como MT (Lanza) Woollaston, Lusk Doris, Hamblett Anne, McCahon Colin Patrick Hayman y una vez más representado lo mejor del talento del país. La Segunda Guerra Mundial vio la dispersión de estos pintores, pero no antes de McCahon había conocido a un poeta muy joven, James K. Baxter, en un estudio de la ciudad central.

## Geografía

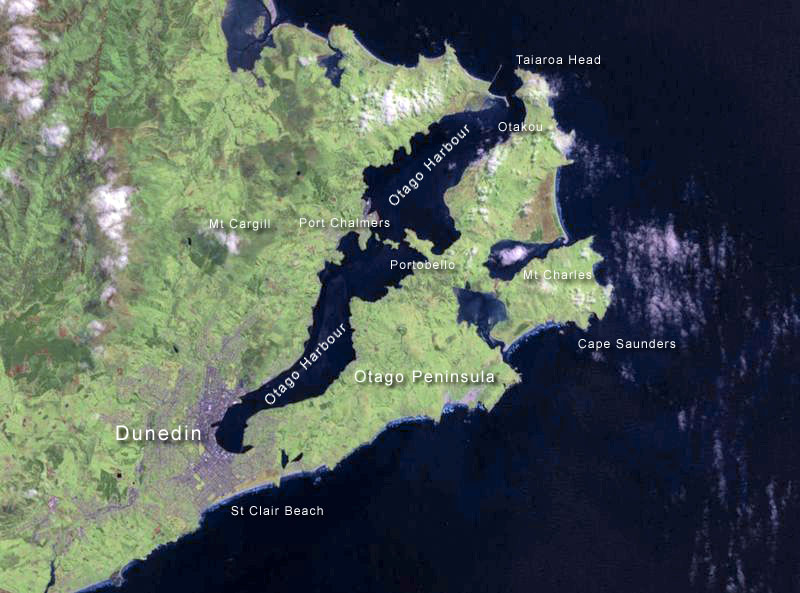
Dunedin (zona gris abajo a la izquierda) se asienta cerca del istmo de la península de Otago, al final de Otago Harbour.

Dunedin tiene una superficie de 3,314.8 kilómetros cuadrados, ligeramente más pequeño que el estado estadounidense de Rhode Island o el condado inglés de Cambridgeshire. Fue la ciudad más grande en superficie de Nueva Zelanda hasta la formación del consejo de Auckland el 1 de noviembre de 2010. Los límites de la ciudad desde 1989 se han extendido hasta Middlemarch en el oeste, Waikouaiti en el norte, el océano Pacífico en el este y sureste y el municipio de Henley en el suroeste.
Dunedin está a 19.100 kilómetros de distancia de Londres y 18.200 kilómetros desde Berlín. Sus antípodas están a unos 300 kilómetros al norte de la ciudad española de La Coruña.

### Clima
Dunedin posee un clima oceánico, modificado por su proximidad al océano, sin embargo la ciudad es reconocida por tener una gran cantidad de microclimas y las condiciones climáticas varían a menudo entre los suburbios, en su mayoría debido a la disposición topográfica de la ciudad. Esto lleva a tener veranos frescos e inviernos relativamente fríos. Los inviernos generalmente ostentan mínimas de 3 °C y máximas de 8 °C. las nevadas son poco frecuentes (quizás cada dos o tres años), salvo en los suburbios interiores en las colinas que tienden a recibir un par de días de nieve cada año. Las temperaturas en verano rondan los 18 °C, pudiendo alcanzar picos de 25 °C o más.
Dunedin cuenta con precipitaciones relativamente bajas en comparación con muchas de las ciudades de Nueva Zelanda, con sólo unos 737 milímetros registrados por año. A pesar de este hecho a veces es erróneamente considerada como una ciudad húmeda, probablemente debido a las precipitaciones que se producen con lluvia o llovizna ligera. Dunedin es uno de los principales centros nublados en el país, registrando aproximadamente 1680 horas de sol por año.
En el interior más allá del centro de la ciudad y en Inland Otago el clima es sub-continental: los inviernos son muy fríos y secos y los veranos calurosos y secos, gruesas nieblas y heladas son comunes en el invierno en la parte alta del río Taieri y alrededor de Middlemarch, en verano la temperatura alcanza a veces a mediados del año los 30  °C.
| Parámetros climáticos promedio de Dunedin (normales 1981–2010) | Parámetros climáticos promedio de Dunedin (normales 1981–2010) | Parámetros climáticos promedio de Dunedin (normales 1981–2010) | Parámetros climáticos promedio de Dunedin (normales 1981–2010) | Parámetros climáticos promedio de Dunedin (normales 1981–2010) | Parámetros climáticos promedio de Dunedin (normales 1981–2010) | Parámetros climáticos promedio de Dunedin (normales 1981–2010) | Parámetros climáticos promedio de Dunedin (normales 1981–2010) | Parámetros climáticos promedio de Dunedin (normales 1981–2010) | Parámetros climáticos promedio de Dunedin (normales 1981–2010) | Parámetros climáticos promedio de Dunedin (normales 1981–2010) | Parámetros climáticos promedio de Dunedin (normales 1981–2010) | Parámetros climáticos promedio de Dunedin (normales 1981–2010) | Parámetros climáticos promedio de Dunedin (normales 1981–2010) |
| Mes                                                            | Ene.                                                           | Feb.                                                           | Mar.                                                           | Abr.                                                           | May.                                                           | Jun.                                                           | Jul.                                                           | Ago.                                                           | Sep.                                                           | Oct.                                                           | Nov.                                                           | Dic.                                                           | Anual                                                          |
| -------------------------------------------------------------- | -------------------------------------------------------------- | -------------------------------------------------------------- | -------------------------------------------------------------- | -------------------------------------------------------------- | -------------------------------------------------------------- | -------------------------------------------------------------- | -------------------------------------------------------------- | -------------------------------------------------------------- | -------------------------------------------------------------- | -------------------------------------------------------------- | -------------------------------------------------------------- | -------------------------------------------------------------- | -------------------------------------------------------------- |
| Temp. máx. media (°C)                                          | 18.9                                                           | 18.6                                                           | 17.3                                                           | 15.3                                                           | 12.7                                                           | 10.6                                                           | 10.0                                                           | 11.2                                                           | 13.2                                                           | 14.7                                                           | 16.1                                                           | 17.3                                                           | 14.6                                                           |
| Temp. media (°C)                                               | 15.3                                                           | 15.0                                                           | 13.7                                                           | 11.7                                                           | 9.3                                                            | 7.3                                                            | 6.6                                                            | 7.7                                                            | 9.5                                                            | 10.9                                                           | 12.4                                                           | 13.9                                                           | 11.1                                                           |
| Temp. mín. media (°C)                                          | 11.6                                                           | 11.5                                                           | 10.2                                                           | 8.2                                                            | 5.9                                                            | 4.0                                                            | 3.1                                                            | 4.2                                                            | 5.9                                                            | 7.2                                                            | 8.6                                                            | 10.4                                                           | 7.6                                                            |
| Precipitación total (mm)                                       | 72.9                                                           | 67.8                                                           | 64.0                                                           | 50.9                                                           | 64.7                                                           | 57.9                                                           | 57.1                                                           | 55.7                                                           | 48.3                                                           | 61.7                                                           | 56.4                                                           | 80.2                                                           | 737.6                                                          |
| Días de precipitaciones (≥ 1.0 mm)                             | 9.7                                                            | 8.5                                                            | 8.9                                                            | 8.3                                                            | 9.8                                                            | 9.4                                                            | 9.3                                                            | 9.6                                                            | 8.7                                                            | 10.1                                                           | 10.0                                                           | 12.0                                                           | 114.2                                                          |
| Horas de sol                                                   | 179.6                                                          | 158.0                                                          | 146.1                                                          | 125.9                                                          | 108.4                                                          | 95.3                                                           | 110.6                                                          | 122.2                                                          | 136.8                                                          | 165.5                                                          | 166.9                                                          | 168.3                                                          | 1683.7                                                         |
| Humedad relativa (%)                                           | 74.2                                                           | 77.6                                                           | 77.1                                                           | 76.9                                                           | 79.5                                                           | 79.7                                                           | 80.2                                                           | 77.6                                                           | 72.1                                                           | 71.6                                                           | 70.6                                                           | 73.2                                                           | 75.9                                                           |
| Fuente: NIWA Climate Data                                      |                                                                |                                                                |                                                                |                                                                |                                                                |                                                                |                                                                |                                                                |                                                                |                                                                |                                                                |                                                                |                                                                |

## Demografía
En el censo de 2006 la ciudad de Dunedin tenía una población residencial de 118 683 habitantes, un aumento de 4341 o 3,8 por ciento desde el censo de 2001. 
Había 45 072 viviendas ocupadas, 3615 viviendas desocupadas y 240 viviendas en construcción. 
De la población residencial, 56.931 eran varones y 61.752 eran mujeres. La ciudad tenía una edad media de 35,0 años, 0,9 años por debajo de la edad media nacional de 35,9 años. 
Las personas mayores de 65 años son un 13,4% de la población y las personas menores de 15 años representaba el 16,8%. Debido al gran sector de la educación terciaria las personas de edades comprendidas entre 15 y 24 años representaron aproximadamente el 21,6% de la población residencial de la ciudad.
La composición étnica de la ciudad fue de: 78,7% europeos, 6,4% maoríes, el 5,3% asiáticos, 2,2% isleños del Pacífico, 0,7% de Oriente Medio / América Latina / África, 13,6% neozelandeses y Otros 0,04%.
La tasa de desempleo fue de 6,1% en personas de 15 años o más, frente al 5,1% nacional. El ingreso medio anual de todas las personas de 15 años o más era de 19.400 dólares. De ellos el 51,2% ganaba menos de $ 20.000, mientras que el 13,4% gana más de $ 50.000.

### Suburbios

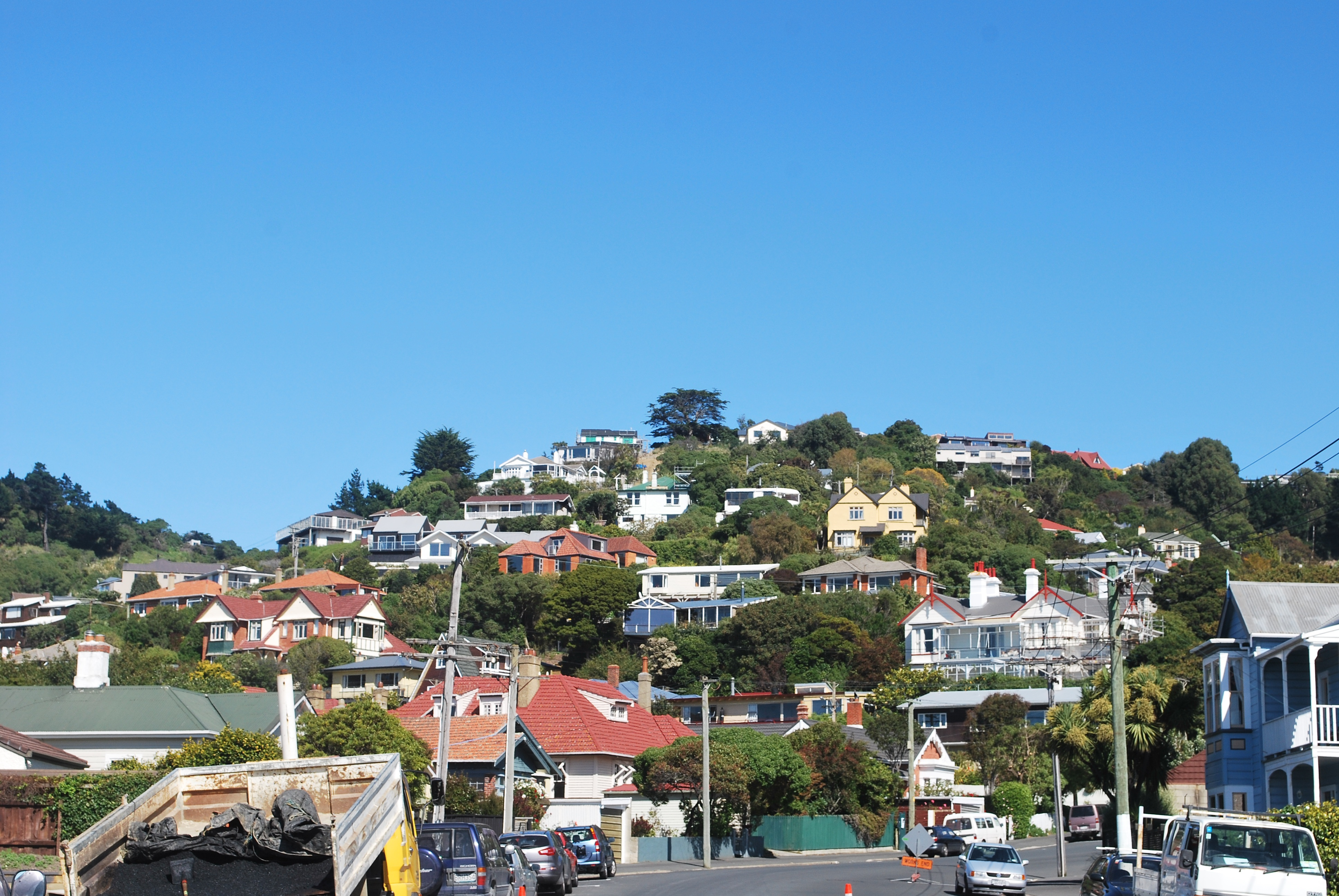
Suburbios

| Internos - Woodhaugh; - Glenleith; - Leith Valley; - Dalmore; - Liberton; - Pine Hill; - Normanby; - Mt Mera; - North East Valley; Opoho; - Dunedin North; - Ravensbourne; - Highcliff; - Shiel Hill; - Challis; - Waverley; - Vauxhall; - Ocean Grove (Tomahawk); - Tainui; - Andersons Bay; - Musselburgh; - South Dunedin; - St Kilda; St Clair; - Corstorphine; - Kew; - Forbury; - Caversham; - Concord; - Maryhill; - Kenmure; - Mornington; - Kaikorai Valley; - City Rise; - Belleknowes; - Roslyn, - Otago; - Kaikorai; - Wakari; - Maori Hill. | Externos - Burkes; - Saint Leonards; - Deborah Bay; - Careys Bay; - Port Chalmers; - Sawyers Bay; - Roseneath; - Broad Bay; - Company Bay; - Macandrew Bay; - Portobello; - Burnside; - Green Island; - Waldronville; - Brighton; - Westwood; - Brighton; - Saddle Hill; - Sunnyvale; - Fairfield; - Mosgiel; - Abbotsford; - Bradford; - Brockville; - Halfway Bush; - Helensburgh. |

### Etniología
En la ciudad predominan varias etnias entre las que destacan:
| Etnia     | Porcentaje |
| --------- | ---------- |
| Europea   | 92.6%      |
| Maorí     | 5.9%       |
| Asiáticos | 4%         |
| Pacífico  | 2%         |

Además en la ciudad hay estudiantes de varios países como Japón, China, Alemania y Estados Unidos.

## Gobierno

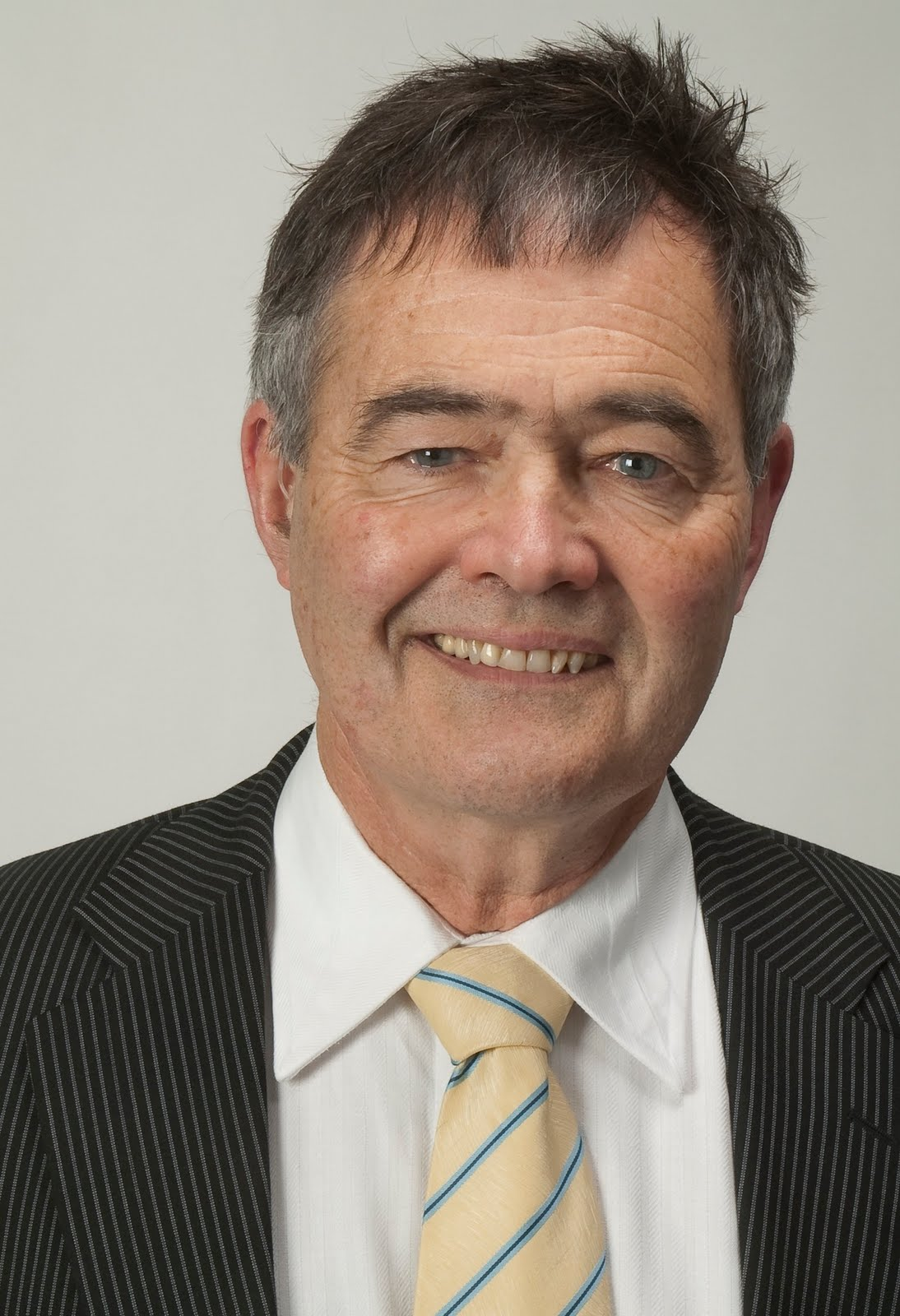
Alcalde Dave Cull

El Ayuntamiento de Dunedin se compone de un alcalde elegido, un teniente de alcalde y 13 concejales adicionales. Son elegidos bajo el sistema de voto único transferible en las elecciones trienales, con la última elección celebrada el 9 de octubre de 2010, y el próximo vencimiento el 12 de octubre de 2013.
Hasta el 9 de octubre de 2010, los actuales miembros del consejo son: 
| Alcalde                                     | Dave Cull |
| Councillors – Central Ward                  | Bill Acklin John Bezett Fliss Butcher Neil Collins Paul Hudson Jinty MacTavish Chris Staynes Teresa Stevenson Richard Thompson Lee Vandervis Colin Weatherall |
| Councillors – Mosgiel-Taieri ward           | Syd Brown Kate Wilson |
| Councillor – Waikouaiti Coast-Chalmers ward | Andrew Noone |

## Transporte

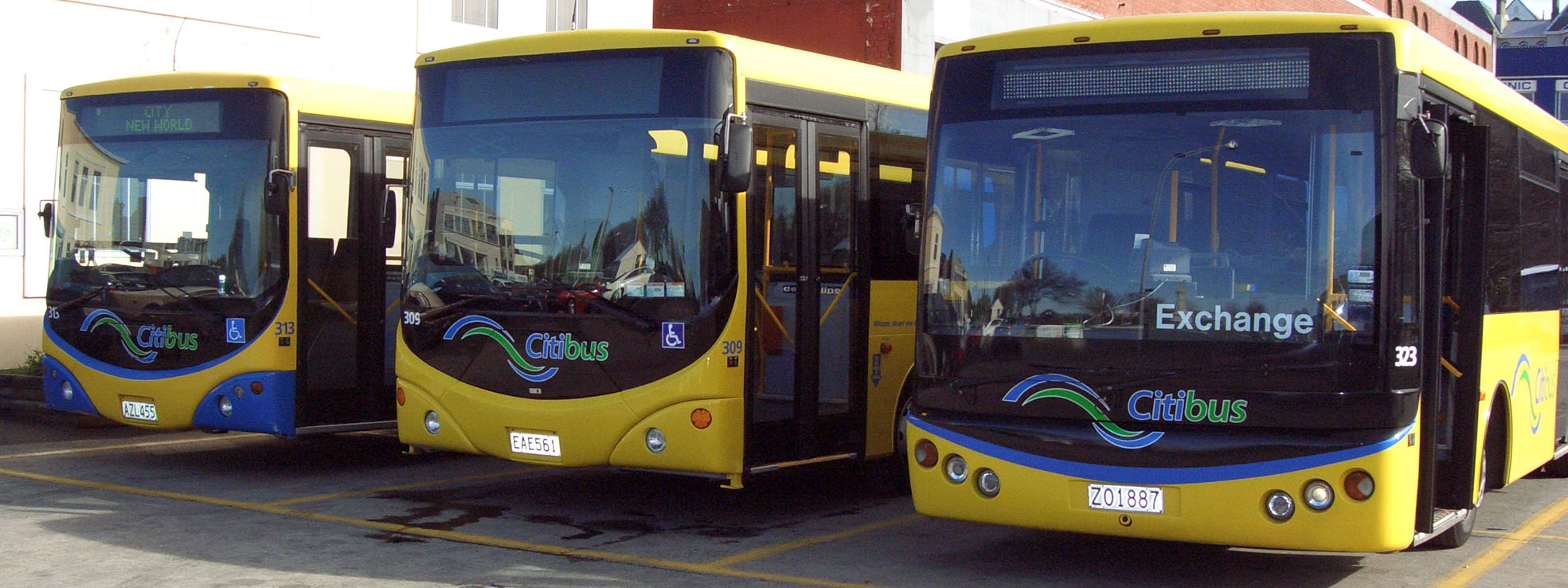
Autobuses operando en Dunedin.

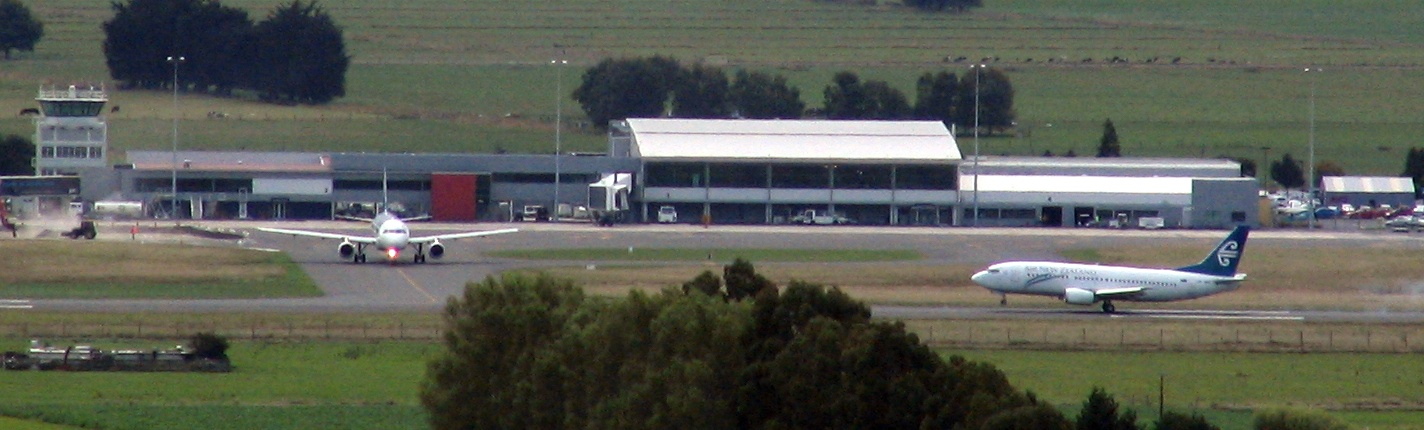
Aeropuerto de la ciudad.

La ciudad de Dunedin es servida por dos carreteras del Estado, con un plazo adicional de dos carreteras estatales y una ruta turística que sirve para otras partes del distrito. La carretera principal del estado en Dunedin es la carretera estatal 1, que corre del norte a suroeste a través del centro de la ciudad, conectando a Dunedin con Invercargill, al sur con Timaru y hacia el norte con Christchurch. Entre el óvalo y Mosgiel, State Highway 1 siguen los once kilómetros de la Autopista Sur de Dunedin. Otras carreteras del Estado en la ciudad son: la carretera 86 del estado que conecta SH 1 en Dunedin Allanton con el Aeropuerto Internacional de Dunedin, la Carretera Estatal 87 Conexión SH 1 a Kinmont con SH 85 en Kyeburn por Middlemarch, sirviendo a la ciudad de Dunedin en el interior del país, y la Carretera Estatal 88 que conecta el centro de Dunedin a las instalaciones de citys puerto de Port Chalmers. Dunedin es la terminal del noreste de la Ruta del Sur Scenic, una carretera turística con conexión a Dunedin Te Anau a través de The Catlins, Invercargill y Fiordland.

## Cultura

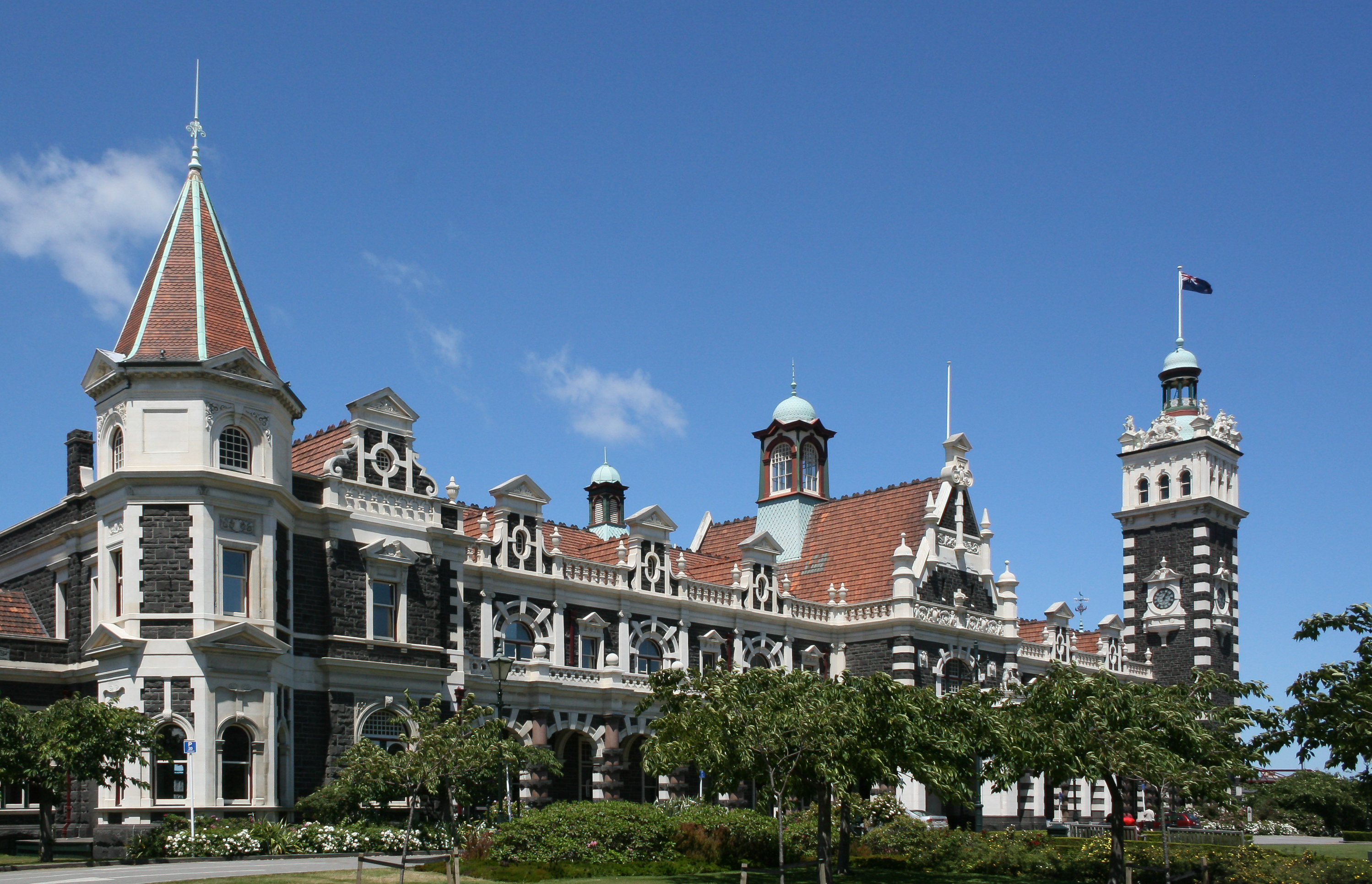
Estación de ferrocarril.

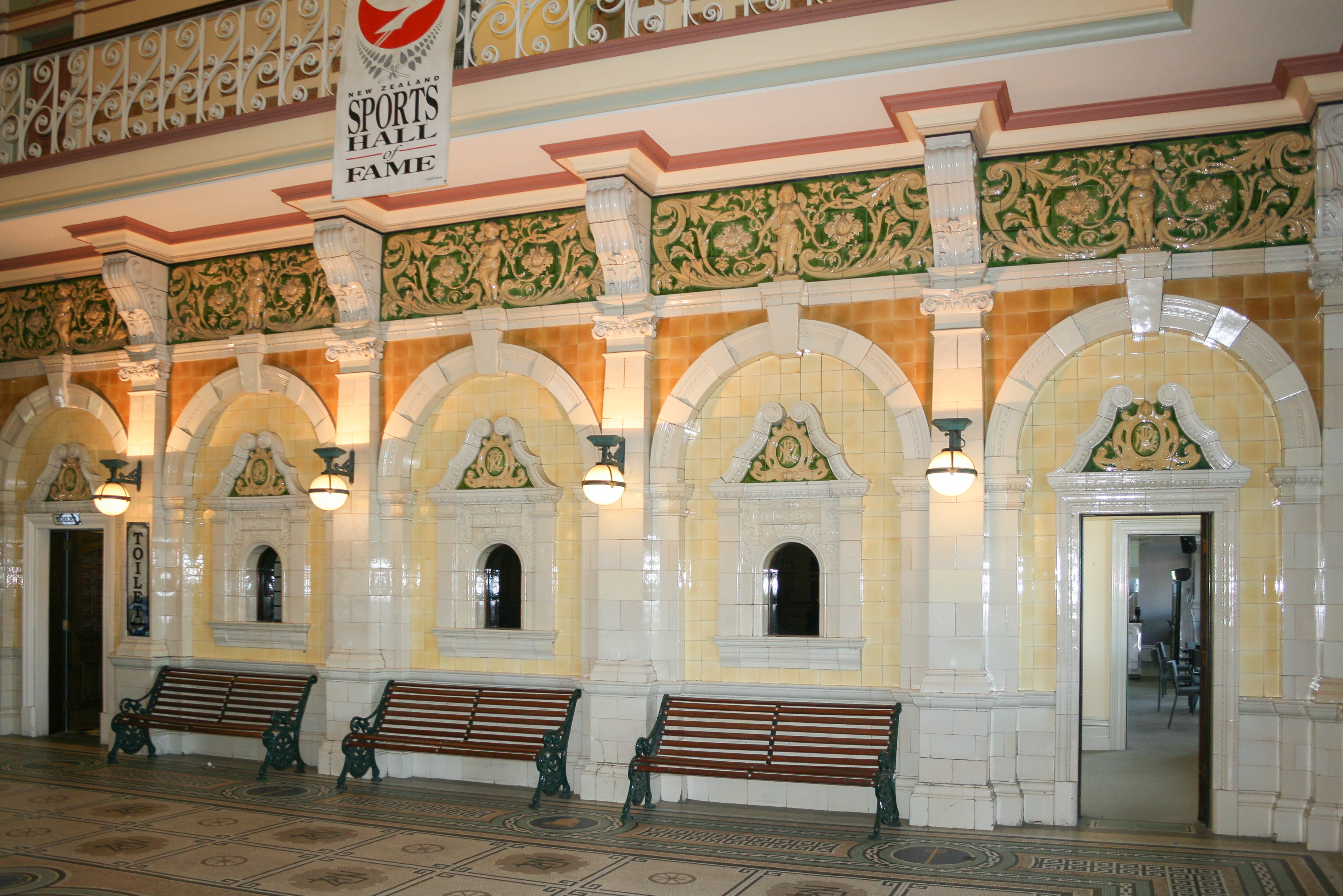
Interior de la estación.

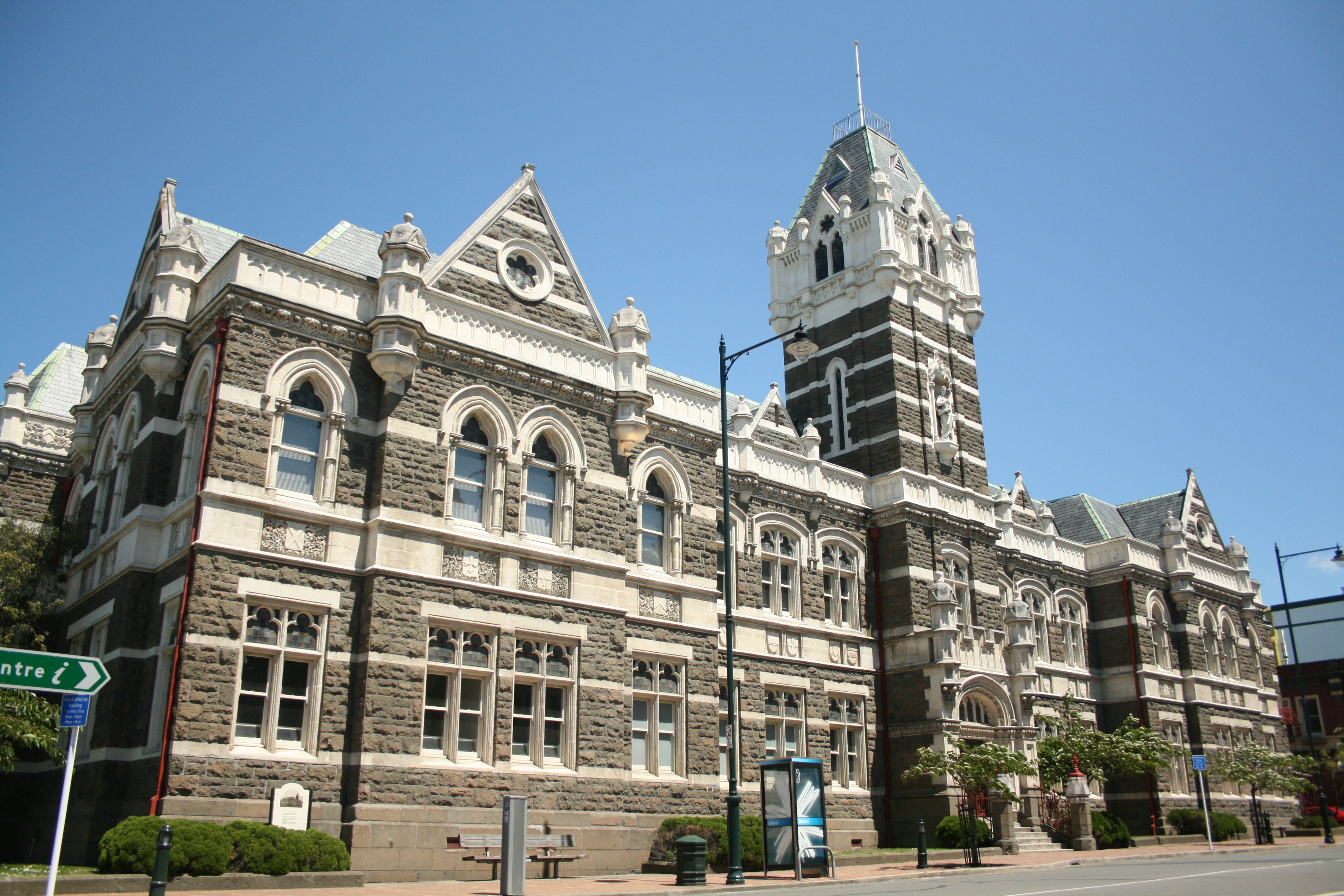
Juzgados.

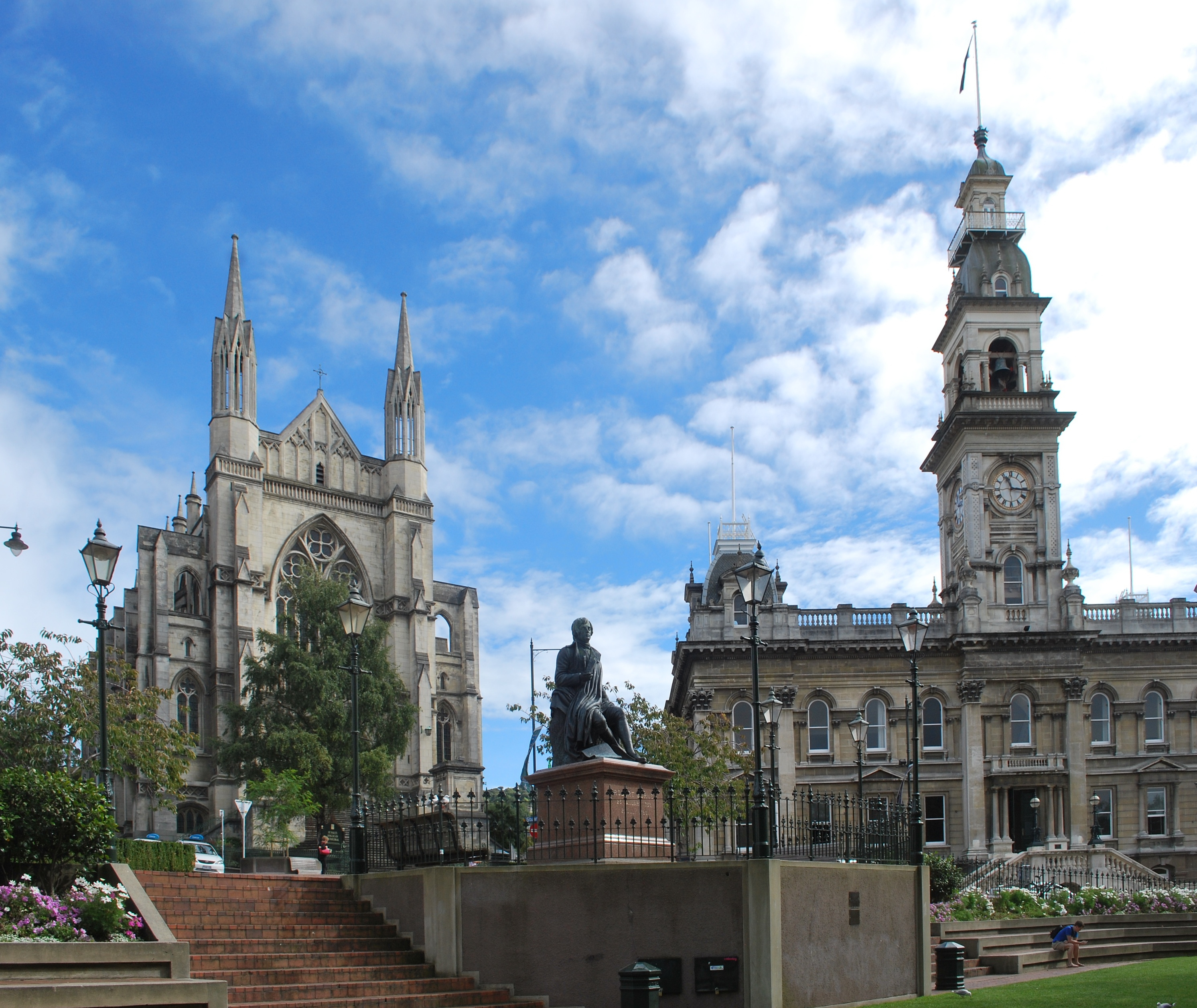
Estatua Burns.

Dunedin alberga la compañía mundial más profesional de teatro: El teatro Fortune, además de tener un gran lugar de teatro, el Teatro Regent en el Octágono, también hay teatros más pequeños en Dunedin incluyendo el Globe Theatre, el Teatro de Mayfair, y el Teatro Playhouse.
Dunedin es un lugar habitual para ballet giras y compañías de danza, y también cuenta con múltiples estudios de danza.

### Festividades
| Fecha                    | Festividad                                               |
| ------------------------ | -------------------------------------------------------- |
| 31 de diciembre          | Víspera de Año Nuevo                                     |
| 25 de enero              | Cumpleaños de Robbie Burns y Concurso Nacional de Poesía |
| Fines de enero           | Año Nuevo Chino                                          |
| Fines de enero           | Master Games (bianual)                                   |
| Fines de enero           | Festival de Verano                                       |
| Fines de enero           | Festival de la Velocidad                                 |
| Principios de febrero    | Semana de orientación Universidad de Otago               |
| Principios de marzo      | Dunedin Fashion Show                                     |
| Mediados de mayo         | Camping Week and Show                                    |
| Mayo/junio               | Teatro Regent 24 horas de venta de libros                |
| Julio/agosto             | Rugby Internacional en Carisbrook                        |
| Mediados de julio        | Carnaval de Chocolate Cadbury                            |
| Agosto/octubre           | NPC Rugby                                                |
| Principios de septiembre | Semana Escocesa                                          |
| Octubre                  | Festival de las Artes (bienal)                           |
| Principios de noviembre  | Festival de Rhododendron                                 |

## Atracciones

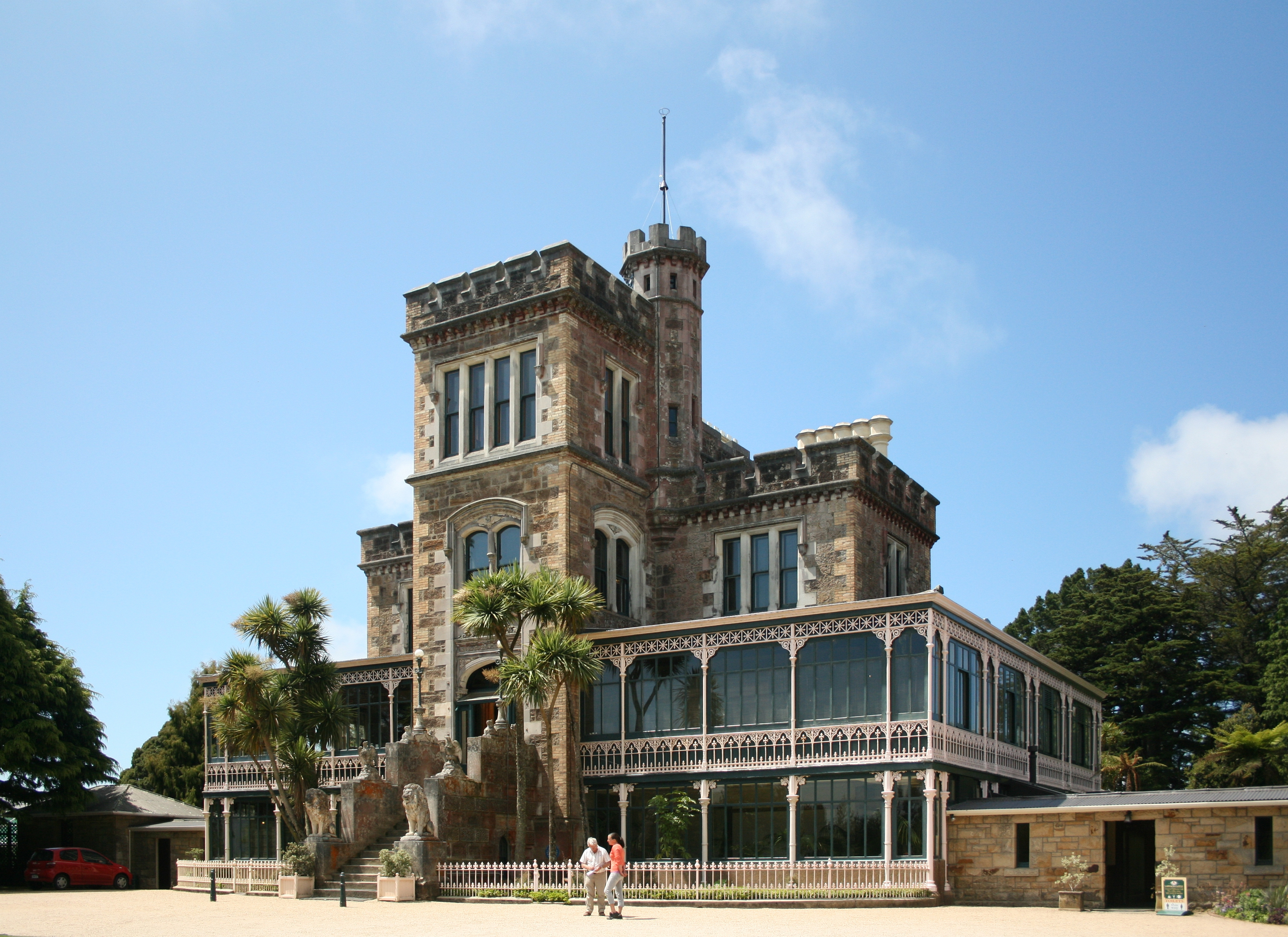
Castillo de Larnach.

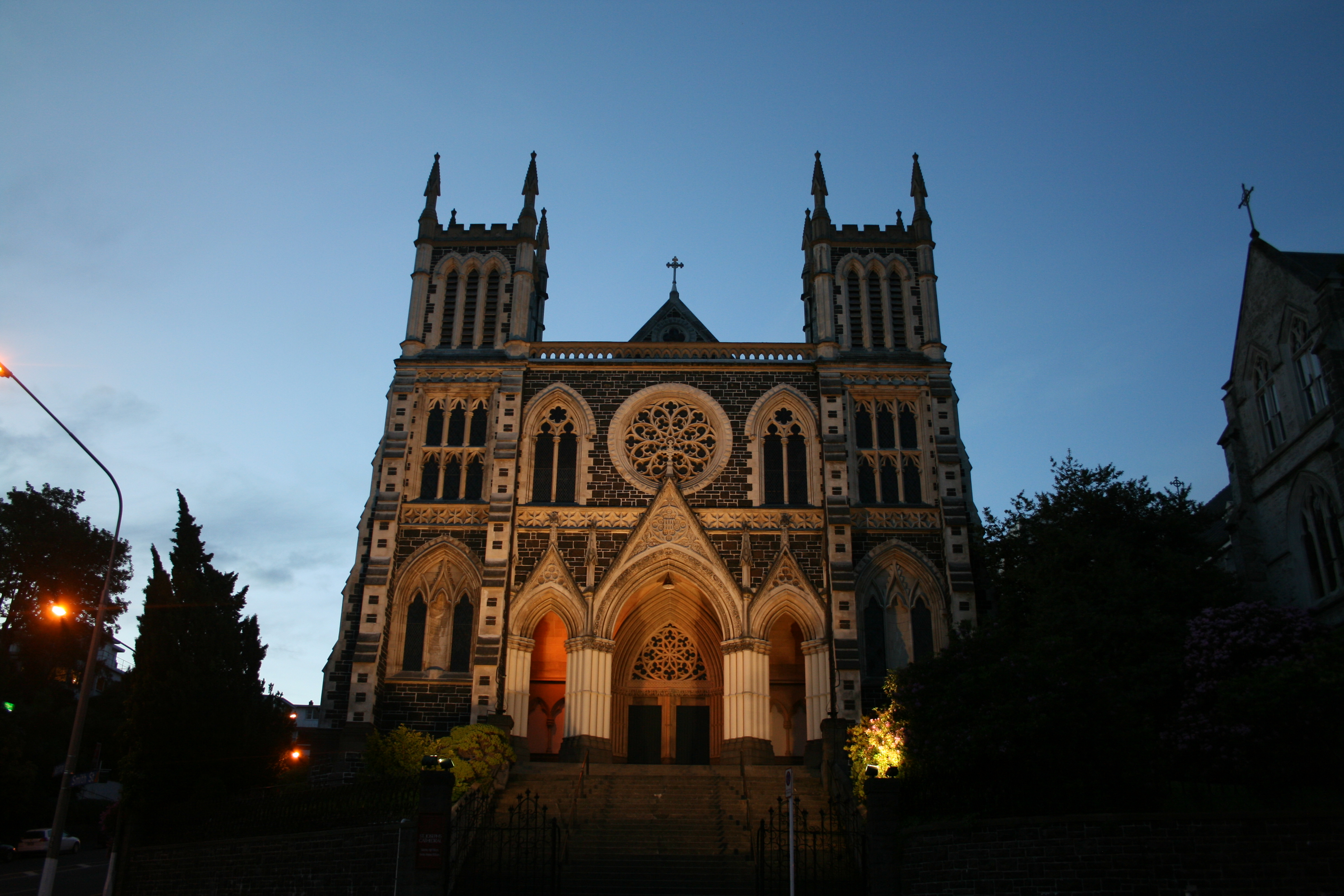
Catedral de San José de noche.

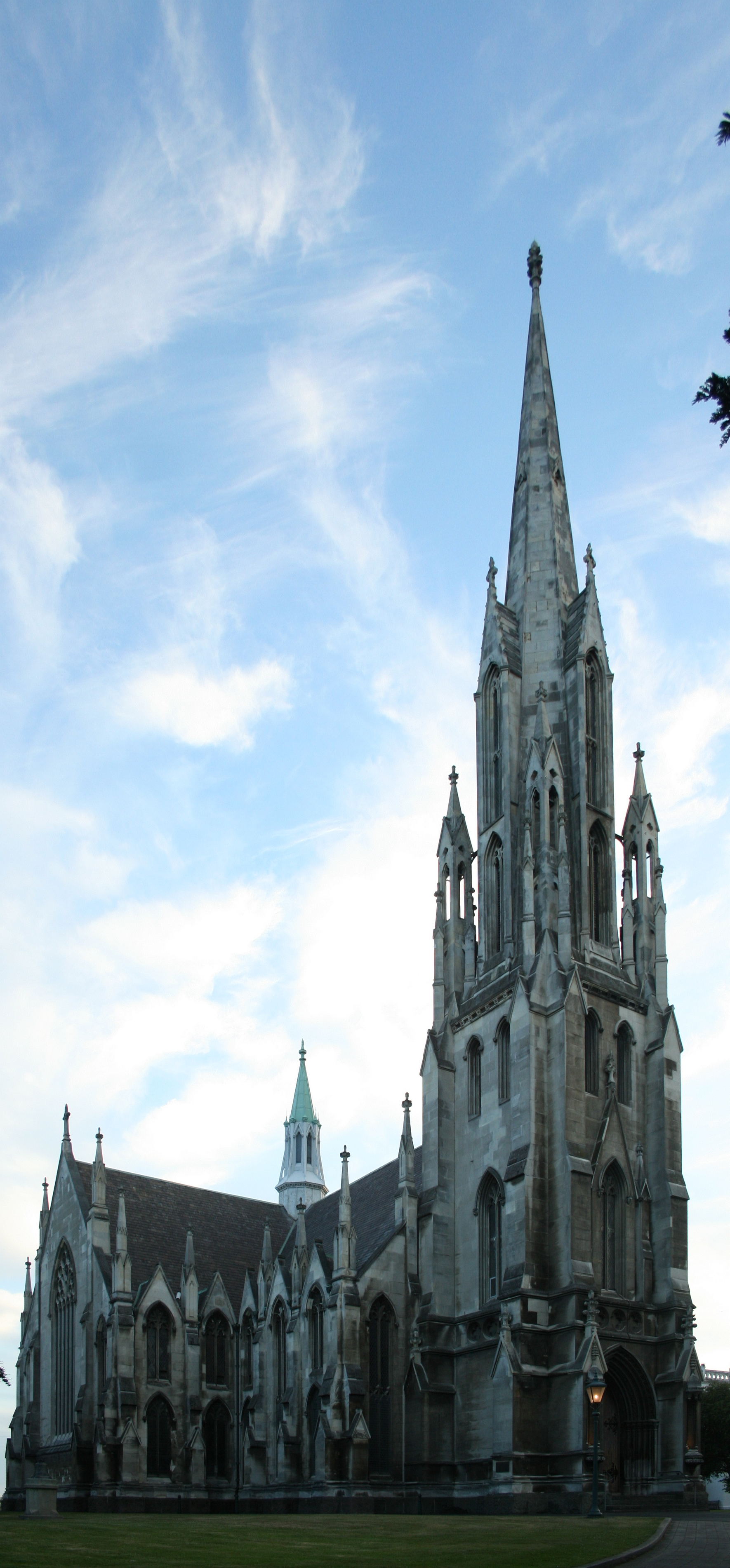
First Church of Otago.

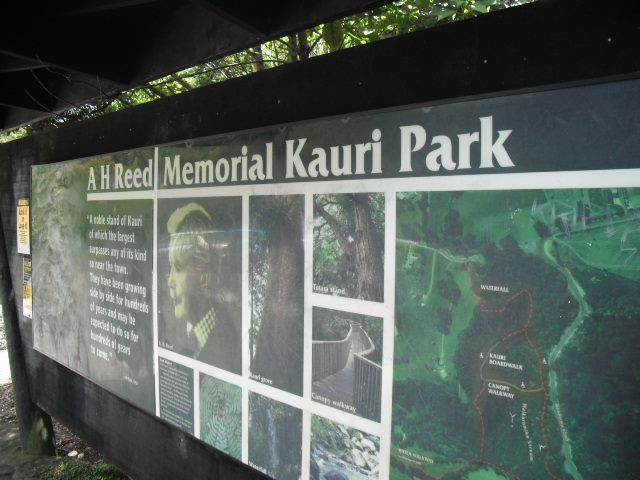

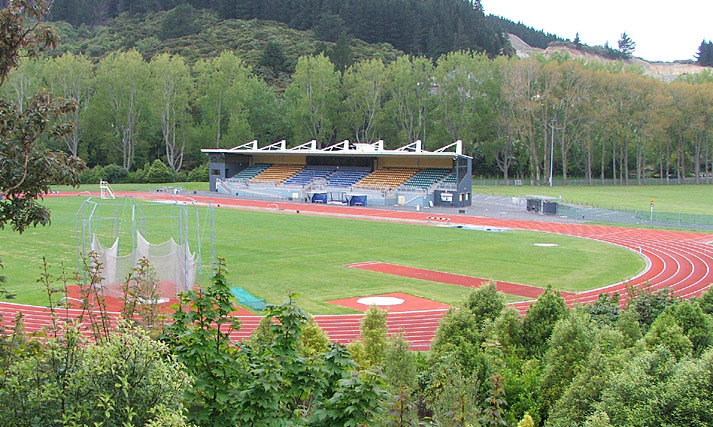

- Tren desde Dunedin
- Castillo de Larnach
- Castillo de Cargill
- Cadbury World
- Olveston
- Carisbrook
- Otago Boys 'Secondary
- Universidad de Otago
- Teatro de la Fortuna
- Edificio Allied Press
- El Octágono (centro de Dunedin)

### Museos
- Museo de Otago
- Museo de los colonos de Otago
- Galería de Arte Público de Dunedin

### Iglesias
- Catedral de San Pedro
- Primera Iglesia
- Knox Iglesia
- Catedral de San José
- Kaikorai Iglesia Presbiteriana
- Iglesia de Jesucristo de los Santos de los Últimos Días
- Iglesia de Bautismo en la calle Hanover
- Iglesia de la Trinidad - el teatro actual de la Fortuna

## Deportes
Equipos

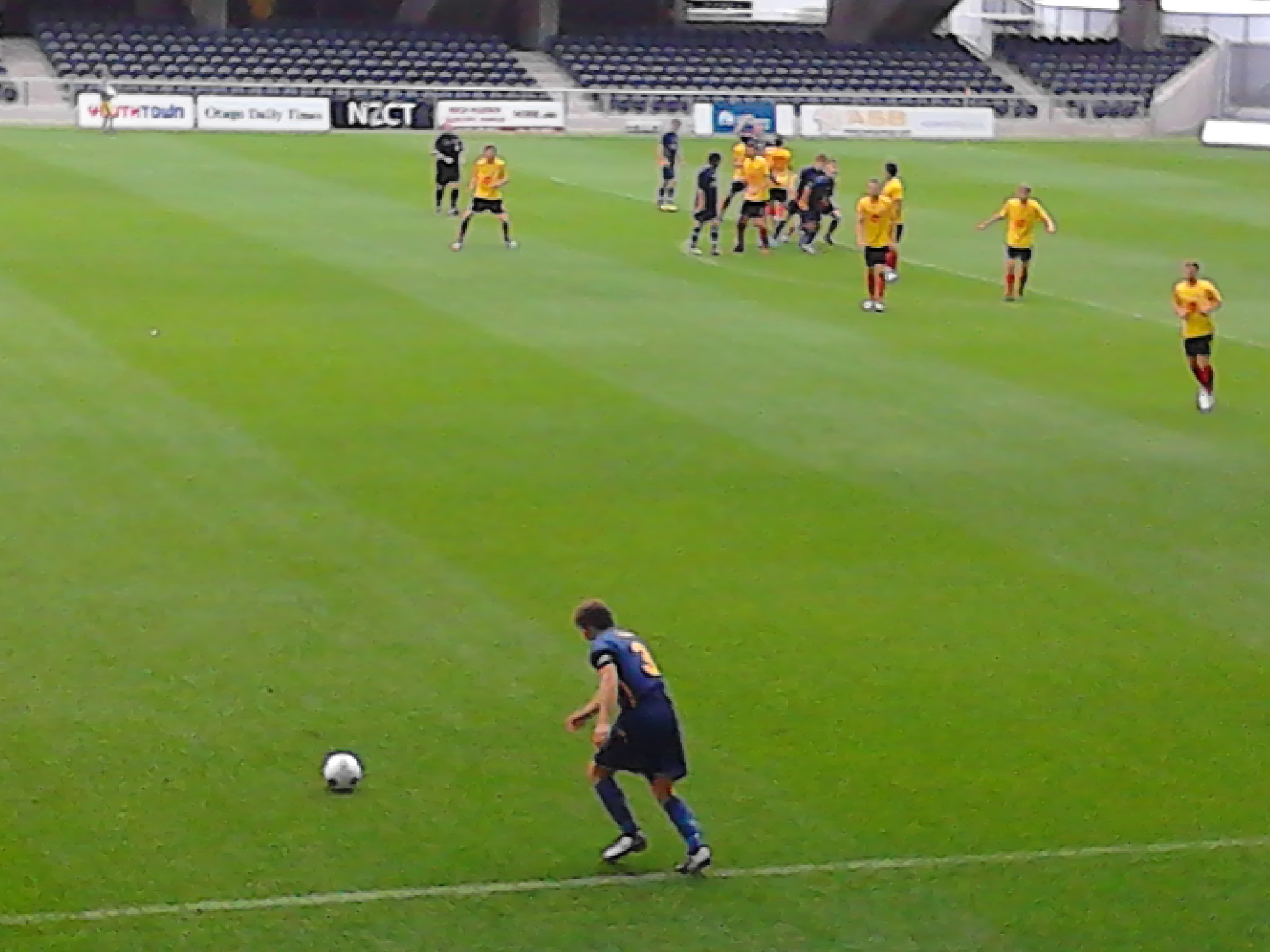
Tristan Prattley ejecuta un tiro libre en el encuentro entre el Otago United (hoy conocido como Southern United) y el Waikato FC, disputado en el Forsyth Barr Stadium válido por la ASB Premiership 2011/12.

- Highlanders (Franquicia Super Rugby)

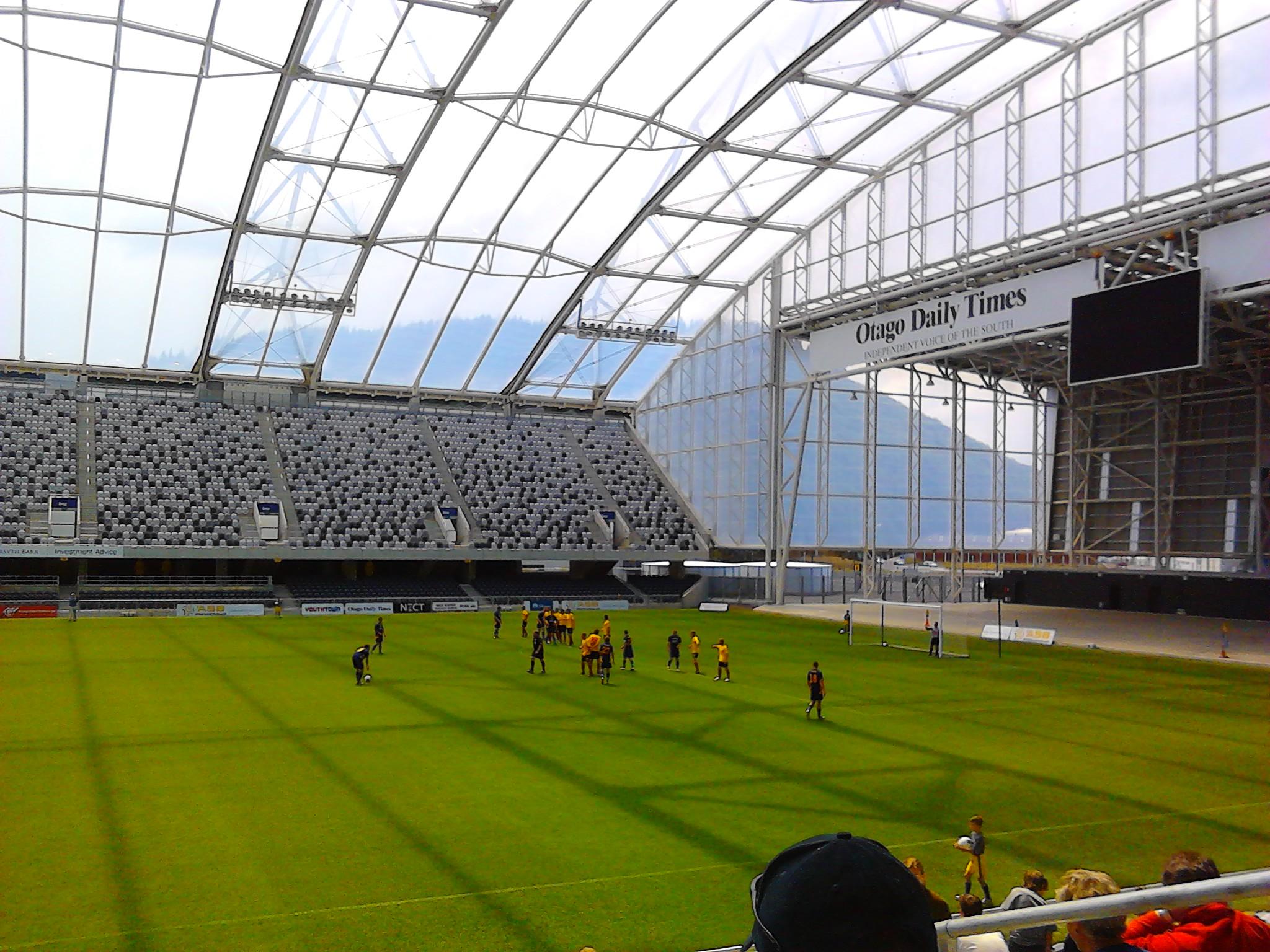
El Otago United en acción ante el Waikato FC.

- Otago Rugby Football Union
- Otago Volts
- Otago Sparks
- Southern Steel
- Southern United Football Club
- Otago Nuggets
- Dunedin Thunder

Estadios
- Caledonian Ground
- Carisbrook
- Dunedin Ice Stadium
- The Edgar Centre
- Forbury Park Raceway
- Forsyth Barr Stadium
- Logan Park
- Moana Pool
- Tahuna Park
- University Oval

## Ciudades hermanadas
Dunedin se encuentra hermanada con
| Ciudad     | Jurisdicción     | País           | Año  |
| ---------- | ---------------- | -------------- | ---- |
| Portsmouth | Virginia         | Estados Unidos | 1961 |
| Edimburgo  | Escocia          | Reino Unido    | 1974 |
| Otaru      | Hokkaido         | Japón          | 1980 |
| Shanghái   | Shanghái         | China          | 1994 |
| Ixtlahuaca | Estado de México | México         | 2007 |

## Personas destacadas
- Alexander A. Cameron, primer administrador de la Sociedad Explotadora de Tierra del Fuego.
- Alan Dale, actor.
- Janet Frame, escritora.
- Greg Henderson, ciclista.
- Yvette Williams, deportista.